# Саймън Брет
Саймън Брет (на английски: Simon Brett) е английски драматург, продуцент и и писател на произведения в жанра криминален роман, трилър, драма, детска литература и документалистика.

## Биография и творчество
Саймън Антъни Лий Брет е роден на 28 октомври 1945 г. в Уорчестър Парк, Съри, Англия, в семейството на Джон Брет, геодезист, и Маргарет Лий, учителка. Има по-големи брат и сестра. Следва история в Дълуич Колидж на Оксфордския университет (1963 – 1964), после напуска и преподава в основно училище, след което следва в Уодъм Колидж на Оксфордския университет, където през 1967 г. получава първокласна диплома (бакалавърска степен) с отличие по английска филология. По време на следването си в университета се интересува от театър, играе в студентски продукции на Шекспир, пише и режисира комедийни предавания, представяни на вечерни сесии в университета и на Фестивала на уличния театър в Единбург. В последната си година е президент на Драматичното общество на университета.
След дипломирането си работи като стажант към Би Би Си и после работи към Би Би Си Радио (1968 – 1977) и Лондон Уикенд Телевижън (1977 – 1979). Докато работи в Би Би Си, Брет продуцира пилотния епизод на „Пътеводител на галактическия стопаджия“, както и много епизоди от комедийния сериал „Пътят на Бъркис“, както и комедийните панелни игри „Съжалявам, нямам представа“ и „Само минута“ и радио адаптации на произведенията на Дороти Сейърс от поредицата „Мистериите на лорд Питър“. В средата на 1990-те години пише и води Foul Play, радиопанелна игра, в която известни автори на детективска литература са предизвикани да разрешат драматизирана мистерия. Когато се премества в телевизията, Брет отговаря за продуцирането на End of Part One (1979 – 1980) и телевизионното възраждане на The Glums (1979).
Първият му роман Cast in Order of Disappearance (Изпълнение в ред на изчезване) от поредицата „Чарлз Парис“ е издаден през 1975 г. Главният герой, Чарлз Парис, е актьор с лек проблем с алкохола, разделен, но не разведен, след 30 години брак, който се забърква в различни престъпления и се озовава без да иска ролята на детектив аматьор.
Освен на тази поредица, Брет е автор и на поредиците „Г-жа Парджър“ (героинята е вдовица със сенчесто минало, която с малко помощ от приятелите на мъртвия си съпруг успява да разреши трудни мистерии), „Фетъринг“ (в измисленото село Фетъринг на южния бряг на Англия, се срещат Карол Седън пенсионирана държавна служителка, и нейната съседка Джуд Никъл, които по стечение на обстоятелствата стават успешни детективи), „Блото, Туинки“ (във фарсовите истории действието се развива точно след Първата световна война и включват членовете на херцогското семейство, представителния и скептичен Блото, и неговата красива и умна сестра Туинки, които играят ролята на детективи) и „Мистерия за разчистване“ (главната героиня Елън Къртис е вдовица с две пораснали деца, чийто бизнес за разчистване на къщи я довежда до съприкосновение с убийство).
Отделно Брет е автор на няколко пиеси с криминален сюжет и на няколко самостоятелни криминални романа. От самостоятелните романи най-известен му е A Shock to the System (Срив в системата) от 1984 г., който през 1990 г. е екранизиран в едноименния филм с участието на Майкъл Кейн, Елизабет Макгавърн и Питър Рийгърт. В историята героят Греъм Маршал научава, че неговият подчинен Роджър Бенам е повишен вместо него. Вбесен, той стартира коварен план, който включва кърваво отмъщение за всеки, който го е унижавал, а първа в списъка е неговата омразна съпруга.
Повечето от романите му са в традицията на „Златния век на детективската литература“, като забавляват читателя чрез хумор, ексцентрични герои и заплетени сюжетни обрати.
Той е член на Кралското литературно общество и на литературното общество „Детективски клуб“, като в периода 2001 – 2015 г. е негов президент. През 2014 г. получава наградата „Диамантена кама на Картие“ от Асоциацията на писателите на криминални произведения на Великобритания за „изключително творчество в областта на криминалната литература“. През 2016 г. е удостоен с отличието Офицер на Ордена на Британската империя за заслуги към литературата.
Саймън Брет е женен, с три деца, и живее със семейството си в Аръндел, Западен Съсекс.

## Произведения

### Самостоятелни романи
- A Shock to the System (1984)[1][2][3]
- Dead Romantic (1985)
- The Three Detectives and the Missing Super Star (1986)
- The Three Detectives and the Knight in Armor (1987)
- After Henry (1987)
- The Booker Book (1989)
- The Christmas Crimes At Puzzle Manor (1992)
- Singled Out (1995)
- The Sunken Sailor (2004) – с Ян Бърк, Дороти Канел, Маргарет Коел, Дебора Кромби, Айлин Драйър, Каролин Харт, Едуард Марстън, Франсин Матюс, Шаран Нюман, Александра Рипли, Уолтър Сатъртуейт, Сара Смит и Каролин Уит
- The Penultimate Chance Saloon (2006)

### Поредица „Чарлз Парис“ (Charles Paris)
1. Cast in Order of Disappearance (1975)[1][2][3]
2. So Much Blood (1976)
3. Star Trap (1977)
4. An Amateur Corpse (1978)
5. A Comedian Dies (1979)
Смъртта на коменданта, изд. „Свят“ (1992), прев. Юлия Гешакова
6. The Dead Side of the Mike (1980) – издаден и като The Dead Side Of The Mic
7. Situation Tragedy (1981)
8. Murder Unprompted (1982)
9. Murder in the Title (1983)
10. Not Dead, Only Resting (1984)
11. Dead Giveaway (1985)
12. What Bloody Man is That (1987)
13. A Series of Murders (1989)
14. Corporate Bodies (1991)
15. A Reconstructed Corpse (1993)
16. Sicken and So Die (1995)
17. Dead Room Farce (1997)
18. A Decent Interval (2013)
19. The Cinderella Killer (2014)
20. A Deadly Habit (2018)

### Поредица „Г-жа Парджър“ (Mrs Pargeter)
1. A Nice Class of Corpse (1986)[1][2][3]
2. Mrs, Presumed Dead (1988)
3. Mrs. Pargeter's Package (1990)
4. Mrs. Pargeter's Pound of Flesh (1992)
5. Mrs. Pargeter's Plot (1996)
6. Mrs Pargeter's Point of Honour (1998)
7. Mrs Pargeter's Principle (2015)
8. Mrs Pargeter's Public Relations (2016)

### Поредица „Фетъринг“ (Fethering)
1. The Body on the Beach (2000)[1][2][3]
2. Death On the Downs (2001)
3. The Torso In The Town (2002)
4. Murder in the Museum (2003)
5. The Hanging in the Hotel (2004)
6. The Witness at the Wedding (2005)
7. The Stabbing in the Stables (2006)
8. Death Under the Dryer (2007)
9. Blood At the Bookies (2008)
10. The Poisoning in the Pub (2009)
11. The Shooting in the Shop (2010)
12. Bones Under the Beach Hut (2011)
13. Guns in the Gallery (2012)
14. Corpse on the Court (2012)
15. The Strangling on the Stage (2014)
16. The Tomb in Turkey (2015)
17. The Killing in the Cafe (2016)
18. The Liar in the Library (2018)
19. The Killer in the Choir (2019)
20. Guilt at the Garage (2020)
21. Death and the Decorator (2022)

### Поредица „Блото, Туинки“ (Blotto, Twinks)
1. Blotto, Twinks, and the Ex-King's Daughter (2009)[1][2][3]
2. Blotto, Twinks and the Dead Dowager Duchess (2009)
3. Blotto, Twinks and the Rodents of the Riviera (2011)
4. Blotto, Twinks and the Bootlegger's Moll (2012)
5. Blotto, Twinks and Riddle of the Sphinx (2013)
6. Blotto, Twinks and the Heir to the Tsar (2015)
7. Blotto, Twinks and the Stars of the Silver Screen (2017)
8. Blotto, Twinks and the Intimate Revue (2018)
9. Blotto, Twinks and the Great Road Race (2019)
10. Blotto, Twinks and the Maharajah's Jewel (2021)
11. Blotto, Twinks and the Suspicious Guests (2022)
12. Blotto, Twinks and the Conquistadors Gold (2023)

### Поредица „Мистерия за разчистване“ (Decluttering Mystery)
1. The Clutter Corpse (2020)[1][2][3]
2. An Untidy Death (2021)
3. Waste of a Life (2022)

### Пиеси
- Murder in Play (1994)[1]
- Mr. Quigley's Revenge (1995)
- Silhouette (1998)
- The Tale of Little Red Riding Hood (1998)
- Sleeping Beauty (1999)
- Putting the Kettle on (2002)
- A Small Family Murder (2008)
- A Healthy Grave (2010)
- Murder with Ghosts (2015)

### Сборници
- Box of Tricks (1985)[1][3]
- Tickled to Death (1985)
- Crime Writers and Other Animals (1998)
- A Crime in Rhyme (2000)

### Документалистика
- Baby Tips for Mums (2004)[1]
- Baby Tips for Grandparents (2005)
- On Second Thoughts (2006)[3]
- Baby Tips for Dads (2007)
- Seriously Funny, and Other Oxymorons (2017)

### Екранизации
- 1968 Broaden Your Mind – тв сериал, 1 епизод
- 1983 Jemima Shore Investigates – тв сериал, 2 епизода
- 1985 Christmas Hamper – тв филм
- 1988 – 1992 After Henry – тв сериал, 38 епизода
- 1990 Срив в системата, A Shock to the System[4]
- 1992 Land of Hope and Gloria – тв сериал, 6 епизода
- 1993 Screen Two – тв сериал, 1 епизод
- 1995 How to Be a Little Sod – тв филм
- 2003 Rosemary & Thyme – тв сериал, 1 епизод
- 2014 Престъпления и растения, Crimes et botanique – тв сериал, 1 епизод